# Parasetigena
Parasetigena – rodzaj muchówek z rodziny rączycowatych (Tachinidae).

## Wybrane gatunki
- P. amurensis (Chao, 1964)[3]
- P. bicolor (Chao, 1964)[3]
- P. silvestris (Robineau-Desvoidy, 1863)[2][1][3]
- P. takaoi (Mesnil, 1960)[3]